# HMS Cossack (F03)
El HMS Cossack va ser un destructor de classe Tribal que portava el nom del poble cosac de l'estepa euroasiàtica. Es va fer famós per l'abordatge del vaixell de subministraments alemany Altmark en aigües noruegues i el rescat associat dels mariners capturats originalment per l'Admiral Graf Spee. Va ser torpedinat pel submarí alemany  U-563 el 23 d'octubre de 1941 i es va enfonsar quatre dies després.

## Descripció
Els destructors Tribal tenien la intenció de contrarestar els grans destructors construïts per altres nacions i millorar la potència de foc de les flotilles de destructors existents i eren significativament més grans i més armats que la classe I anterior. Els vaixells desplaçaven 1.891 tones llargues (1.921 t) amb càrrega estàndard i 2.519 tones llargues (2.559 t) amb càrrega profunda. Tenien una longitud total de 377 peus (114,9 m), una mànega de 36 peus 6 polzades (11,13 m) i un calat d'11 peus 3 polzades (3,43 m). Els destructors eren propulsats per dues turbines de vapor Parsons, cadascuna de les quals impulsava un eix de l'hèlix utilitzant vapor proporcionat per tres calderes de tres tambors Admiralty. Les turbines desenvolupaven un total de 44.000 cavalls de vapor (33.000 kW) i li donaven una velocitat màxima de 36 nusos (67 km/h; 41 mph). Durant les seves proves al mar, el Zulu va assolir els 34,9 nusos (64,6 km/h; 40,2 mph) des de 44.463 shp (33.156 kW) amb un desplaçament de 2.212 tones llargues (2.247 t). Els vaixells portaven prou fuel com per oferir-los una autonomia de 5.700 milles nàutiques (10.600 km; 6.600 milles) a 15 nusos (28 km/h; 17 mph). El complement dels vaixells estava format per 190 oficials i mariners, encara que els líders de la flotilla portaven 20 oficials i homes addicionals que consistien en el capità (D) i el seu estat major.
L'armament principal de la classe Tribal eren vuit canons Mark XII de tir ràpid (QF) de 4,7 polzades (120 mm) en quatre muntatges de dos canons superfire, un parell a davant i a darrere de la superestructura, designats "A". B', 'X' i 'Y' de davant a darrere. Els muntatges tenien una elevació màxima de 40°. Per a la defensa antiaèria (AA), portaven un muntatge quàdruple per al canó "pom-pom" QF Mk II de dues lliures i dos suports quàdruples per a les metralladores Mark III de 0,5 polzades (12,7 mm). El foc d'angle baix pels canons principals estava controlat per la torre de direcció i control (DCT) sobre el sostre del pont que alimentava les dades adquirides per ell i el telèmetre de 12 peus (3,7 m) del telèmetre/director Mk II directament darrere del DCT a un ordinador mecànic analògic, el Rellotge de control de foc Admiralty Mk I. El foc antiaeri per als canons principals va ser controlat pel telèmetre/director que enviava dades al rellotge mecànic de manteniment de l'espoleta.
Els vaixells estaven equipats amb un muntatge quàdruple sobre l'aigua per a torpedes de 21 polzades (533 mm). Els Tribals no estaven pensats com a vaixells antisubmarins, però estaven proveïts d'ASDIC, un bastidor de càrregues de profunditat i dos llançadors per a l'autodefensa, encara que els llançadors no estaven muntats a tots els vaixells. Vint càrregues de profunditat era l'assignació de temps de pau, però aquesta augmentava a 30 durant la guerra.

### Modificacions en temps de guerra
Les grans pèrdues a l'atac aeri alemany durant la campanya de Noruega van demostrar la ineficàcia de l'armament antiaeri dels Tribals i la Royal Navy va decidir el maig de 1940 substituir la montura "X" per dos canons Mark XVI de doble propòsit QF de 4 polzades (102 mm) en un muntatge de dos canons. Per controlar millor les armes, el telèmetre/director existent es va modificar per acceptar un radar d'artilleria tipus 285 a mesura que estaven disponibles. El nombre de càrregues de profunditat es va augmentar a 46 a principis de la guerra, i encara se'n van afegir més després. Per augmentar els arcs de tir dels canons antiaeris, l'embut posterior es va escurçar i el pal principal es va reduir a un pal de pal curt

## Construcció i carrera professional

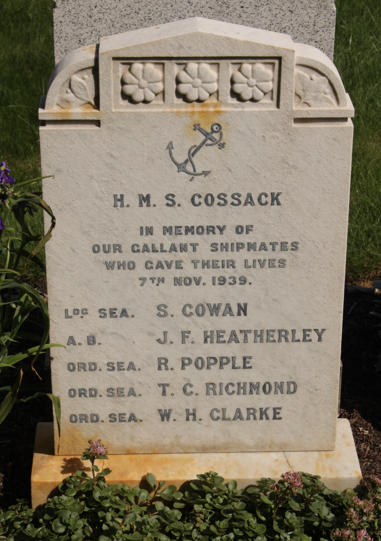
Tomba de cinc mariners morts en la col•lisió entre el HMS Cossack i el SS Borthwick el 1939, cementiri de Seafield

Autoritzat com un dels nou destructors de la classe Tribal segons els Estimacions Navals de 1936, el Cossack va ser el sisè vaixell del seu nom que va servir a la Royal Navy. El vaixell va ser encarregat el 19 de juny de 1936 a Vickers-Armstrongs i se li va col•locar la quilla el 9 de juny a la drassana High Walker de la companyia , Newcastle upon Tyne. Avarat el 8 de juny de 1937, el Cossack es va completar el 10 de juny de 1938 i es va posar en servei quatre dies després amb un cost de 341.082 lliures, que excloïa les armes i els equips de comunicacions subministrats per l'Almirallat.
El 7 de novembre de 1939, el Cossack va xocar amb el SS Borthwick al Firth of Forth, en ruta des de Scapa Flow fins als molls de Leith. Diverses persones van resultar ferides i almenys cinc van morir, i van ser enterrades al cementiri de Seafield, al nord d'Edimburg.

### L'incident de l'Altmark

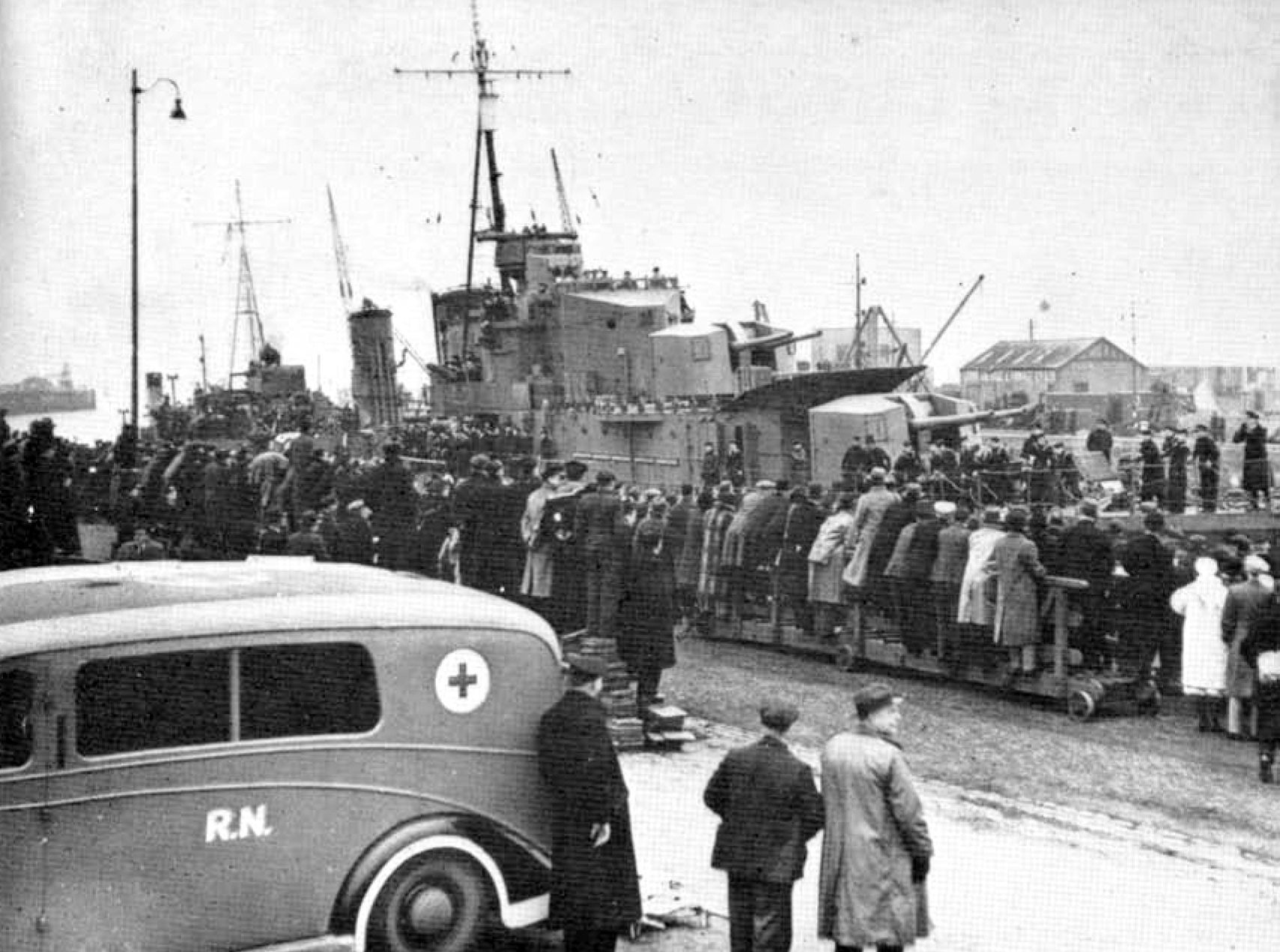
El Cossack torna a Leith el 17 de febrer de 1940, després de rescatar els presoners britànics del vaixell de subministraments Altmark del Graf Spee.

La primera acció dels Cossack va ser el 16 de febrer de 1940, sota el comandament de Philip Vian. Va ser l'incident d'Altmark a Jøssingfjord, Noruega, que va resultar en l'alliberament dels presoners de l'Almirall Graf Spee , que estaven retinguts a bord del vaixell de subministraments Altmark, i la mort de vuit membres de la tripulació del vaixell alemany.
En l'incident, el petrolier alemany el va estavellar amb la popa en un angle d'uns 30° al nivell del seu pont i va impulsar el destructor cap a la paret del fiord. Els oficials noruecs presents van informar més tard que només la massa de gel acumulada va impedir que el destructor fos aixafat contra la costa rocosa. Els potents motors del destructor van fer possible que es pogués escapar de la pressió. El Cossack va arribar a Leith el 17 de febrer amb els 299 presoners alliberats. Va haver de ser atracat per comprovar la seva hèlix i els suports en A en cas que haguessin estat danyats pel gruixut gel del fiord. Van resultar il•lesos, però el seu planxat de popa va haver de ser reparat on havia estat topant contra l'Altmark.
Posteriorment, el govern noruec va protestar per la violació de la neutralitat de Noruega per part dels Cossack i va exigir el retorn dels presoners de guerra britànics; el govern alemany també va protestar que l'incident havia estat una violació del dret internacional.

### Segona batalla de Narvik
El Cossack va participar a la Segona Batalla de Narvik l'abril de 1940. En entrar al port de Narvik a les 14.15 h, es va enfrontar a un destructor alemany estacionari Z17. De costat, va rebre 7 impactes en 2 minuts, causant-li danys greus i trencant el seu aparell de govern. Fora de control, el Cossack va encallar a la costa. Quan el seu adversari, Diether von Roeder, es va quedar sense municions, va ser enfonsat. Amb reparacions temporals, el Cossack es va reflotar durant la nit amb la marea alta i es va arrossegar de popa fins a Skelfjord, Lofotens, on va ser prou reparat per tornar a casa coixejant. En el breu però violent enfrontament al port, el Cossack va perdre 9 morts i 21 ferits. Més tard aquell mateix any, va formar part de la força assignada a la caça d'un vaixell d'assalt de superfície alemany que s'havia informat que havia irromput a l'Atlàntic Nord. La força estava formada pel creuer de batalla Hood, el creuer lleuger Edinburgh i els destructors Electra, Echo, Escapade i Cossack. L'informe va resultar ser fals, així que després de passar una setmana al mar, inclòs el dia de Nadal, va tornar a port la nit de Cap d'Any .

### Perseguint el Bismarck
El maig de 1941, va participar en la persecució i destrucció del cuirassat alemany  Bismarck. Mentre escortaven el comboi WS-8B cap a l'Orient Mitjà, el Cossack i quatre destructors més es van separar el 26 de maig i es van dirigir cap a la zona on s'havia informat de l'arribada del Bismarck. Van trobar el Bismarck aquella nit i van realitzar diversos atacs amb torpedes durant la nit i l'endemà al matí. No van aconseguir cap impacte, però van impedir que els artillers del Bismarck poguessin dormir, cosa que va facilitar que els cuirassats ataquessin el Bismarck l'endemà al matí. Durant la batalla, un dels projectils del Bismarck va trencar l'antena del Cossack.

### Pèrdua
El 23 d'octubre de 1941, el Cossack escortava un comboi de Gibraltar al Regne Unit quan va ser impactat per un únic torpede disparat pel submarí alemany U-563, comandat per Klaus Bargsten. Va ser remolcat per un remolcador des de Gibraltar el 25 d'octubre, però el temps va empitjorar i el remolc va ser retirat el 26 d'octubre. El Cossack es va enfonsar a l'Atlàntic a l'oest de Gibraltar el 27 d'octubre de 1941. 159 membres de la seva tripulació es van perdre. No obstant això, suposadament, el gat del vaixell, l'Oskar, va sobreviure. L'Oskar també havia sobreviscut suposadament a l'enfonsament del Bismarck i continuaria sobrevivint a l'enfonsament del HMS Ark Royal després de ser torpedinat el novembre de 1941, però gairebé segur que és una història de mariner.